# Financial future
I financial future sono dei contratti futures basati su un tasso di interesse a breve termine. Tali contratti a termine esistono in diverse forme, come gli eurodollari, i LIBOR o gli Euribor. Questi contratti vengono negoziati in diverse valute, e hanno solitamente una cadenza trimestrale (marzo, giugno, settembre o dicembre).
| Controllo di autorità | Thesaurus BNCF 35465 |